# Johann Gottfried von Guttenberg
Johann Gottfried Freiherr von Guttenberg (né le 6 novembre 1645 au château de Marloffstein, mort le 14 décembre 1698 à Wurtzbourg) est de 1684 jusqu'à sa mort, prince-évêque de Wurtzbourg.

## Biographie
Il est issu de la famille noble de Haute-Franconie qui doit son nom au village dont elle est originaire. Il est nommé en 1684 prince-évêque en accord avec le pape Innocent XI et l'empereur Léopold Ier du Saint-Empire.
Durant la guerre de la Ligue d’Augsbourg, il monte l'alliance militaire du Cercle de Franconie qu'il met à disposition de l'empereur.
En 1688, il fonde la confrérie Marie Auxiliatrice. Il fait construire les châteaux de Kirchlauter (de) et de Kleinbardorf (de), l'abbaye de Fährbrück, les couvents de Frauenroth (de) et de Kitzingen d'après les plans d'Antonio Petrini. Il donne un nouvel autel à l'église de Veitshöchheim. Il fait souvent un pèlerinage à l'église de Mariabuchen (de), près de Lohr am Main,. 
En 1691, il protège les familles juives de Bibergau et Dettelbach, accusées d'un crime rituel sur un enfant.

## Source, notes et références
1. 1 2  « http://www.lebendige-seelsorge.de/bwo/dcms/sites/bistum/extern/veitshoechheim/stvitusvhh/vituskirche.html »(Archive.org • Wikiwix • Archive.is • Google • Que faire ?)
2. ↑  (de) « Home - ThueCAT », sur rhoen.info (consulté le 22 avril 2023).
3. ↑  « Markt Burkardroth », sur burkardroth.de (consulté le 22 avril 2023).
4. ↑  « historisches-franken.de/wallfa… »(Archive.org • Wikiwix • Archive.is • Google • Que faire ?).
5. ↑  « Wallfahrtskirche Maria Buchen auf der inoffiziellen Homepage von Lohr am Main », sur bnmsp.de (consulté le 22 avril 2023).
6. ↑  « Die Synagoge in Bibergau (Gemeinde Dettelbach, Kreis Kitzingen) », sur alemannia-judaica.de (consulté le 22 avril 2023).

- Johann Daniel Sommer: Der Kabinettschrank des Würzburger Fürstbischofs Johann Gottfried von Guttenberg. 2004.
- (de) Alfred Wendehorst, « Johann Gottfried », dans Neue Deutsche Biographie (NDB), vol. 7, Berlin, Duncker & Humblot, 1966, p. 352 (original numérisé).